# Kulturologie
Als Kulturologie bezeichnete der amerikanische Anthropologe Leslie White 1949 seine Theorie, dass Kulturen ihren jeweils eigenen Gesetzen folgten und nicht alleine durch Ökologie, Psychologie, Biologie oder andere Wissenschaften beschrieben werden könnten. Die jeweilige Kultur (oder Gesellschaft) sei mehr als die Summe ihrer Teile. „Kulturologen“ erforschten soziokulturelle Phänomene und die Kulturologie erlaube ihr Verständnis (siehe Leslie Whites Anthropologie).
Ähnliche Theorien führte der amerikanische Kulturrelativist Alfred Kroeber (1876–1960) in die Anthropologie ein, unter Übernahme des Begriffs des Superorganismus.